# 奧古斯塔 (明尼蘇達州)
奧古斯塔（英語：Augusta）是位於美國明尼蘇達州卡弗縣達爾格倫鎮區及萊克敦鎮區的一個非建制地區。

## 歷史
奧古斯塔於1861年建立。此地原名為奧伯爾斯科納（Oberles Corners），1883年改為現稱；同年設立郵局，該郵局於1911年停運。此地得名於當地的早期定居者恩斯特·波皮茨（Ernst Poppitz）之妻的名字。

## 地理
奧古斯塔所處的海拔為高於海平面299米（即981英呎），而該地所採用的時區為UTC-6，即北美中部時區（CST）。同時該地設有夏令時間，為UTC-6調快一小時，即UTC-5（CDT）。